# جیاماریو پیسیتلا
جیاماریو پیسیتلا (انگلیسی: Giammario Piscitella؛ زادهٔ ۲۴ مارس ۱۹۹۳) بازیکن فوتبال اهل ایتالیا است.
از باشگاه‌هایی که در آن بازی کرده‌است می‌توان به باشگاه فوتبال مودنا، باشگاه فوتبال آ.اس. رم، باشگاه فوتبال چیتادلا، باشگاه فوتبال پیستویزه، باشگاه فوتبال دلفینو پسکارا، باشگاه فوتبال جنوآ، و باشگاه فوتبال امپولی اشاره کرد.
وی همچنین در تیم‌های ملی فوتبال زیر ۱۸ سال ایتالیا، زیر ۱۹ سال ایتالیا، زیر ۲۰ سال ایتالیا، و زیر ۲۱ سال ایتالیا بازی کرده‌است.